# Кампо (Колорадо)
Кампо (енгл. Campo) град је у америчкој савезној држави Колорадо.

## Демографија
По попису из 2010. године број становника је 109, што је 41 (-27,3%) становника мање него 2000. године.
| Група             | 2000.       | 2010.      |
| Белци             | 136 (90,7%) | 89 (81,7%) |
| Афроамериканци    | 0 (0,0%)    | 0 (0,0%)   |
| Азијати           | 0 (0,0%)    | 1 (0,9%)   |
| Хиспаноамериканци | 7 (4,7%)    | 14 (12,8%) |
| Укупно            | 150         | 109        |